# Walter Loewenheim
Walter Loewenheim (* 18. April 1896 in Berlin; † 31. März 1977 in London), nach der Emigration Walter Lowe, Pseudonyme Miles, Kurt Berger und Kurt Menz, war ein sozialistischer Politiker, Gründer und Theoretiker der Gruppe Neu Beginnen und Widerstandskämpfer gegen den Nationalsozialismus.

## Leben
Loewenheim wurde als Sohn des jüdischen Kaufmannes Max Loewenheim und dessen Ehefrau Emma geb. Herz in der elterlichen Wohnung in der Neuenburger Straße 14a (heute Nr. 15) in der Luisenstadt geboren. Er besuchte das Kaiser-Wilhelm-Realgymnasium in der Kochstraße und begann anschließend eine kaufmännische Lehre. Er engagierte sich im Jüdischen Jugendbund, im Wandervogel und in der freideutschen Bewegung. Während des Ersten Weltkrieges Soldat, schloss sich Loewenheim 1918 dem Spartakusbund und der Freien Sozialistischen Jugend (FSJ) an. Er war in den folgenden Jahren in der KPD und dem KJVD aktiv.
Loewenheim gehörte zeitweise der Leitung des KJVD an und nahm im Sommer 1920 als Jugenddelegierter am II. Weltkongress der Kommunistischen Internationale teil. 1927 trat er aus der KPD aus und zwei Jahre später der SPD bei. In dieser Zeit begann er, einen klandestinen Kreis von Gleichgesinnten um sich zu sammeln, der sowohl die „ultralinke“ Linie der KPD als auch die „Verbürgerlichung“ der SPD kritisierte. Aus diesem Kreis ging 1929/30 ein fester, nach außen aber nicht hervortretender Zusammenschluss hervor, der intern als Leninistische Organisation, „O“ oder – am gebräuchlichsten – „Org“ bezeichnet wurde und dessen politischer und theoretischer Kopf Loewenheim war.
Die bereits lange vor 1933 streng konspirativ arbeitende „Org“ rekrutierte – überwiegend in Berlin – selektiv (und ohne diese aus ihren bisherigen Organisationen herauszureißen) Kader aus KPD (hier allerdings ohne besonderen Erfolg), SPD, SAJ, KPO und SAPD und wuchs bis Anfang 1933 auf etwa 100 Mitglieder an. Loewenheim ging es darum, Leitungskader aus den Organisationen der Arbeiterbewegung mit dem Fernziel des Aufbaus einer neuen Einheitspartei zu sammeln. Die Kader wurden in sogenannten „F-Kursen“, die Loewenheim leitete, geschult.
1932 heiratete er die Modistin Chaszka Baszkin aus Polen. Nach der Machtübernahme der NSDAP gehörte Loewenheim zur illegalen Inlandsleitung und verfasste unter dem Pseudonym „Miles“ die im September 1933 im Exilverlag der Sopade mit dem Titel Neu beginnen! veröffentlichte programmatische Erklärung der „Org“, welche von nun an unter dem Namen dieses Manifests agierte. 1934/35 kam es innerhalb der Organisation zu Kontroversen zwischen Teilen der Inlandsleitung um Loewenheim und seinen Bruder Ernst und einer die Mehrheit der inzwischen ca. 500 Mitglieder zählenden Gruppe vertretenden Strömung um Richard Löwenthal und Karl Frank. Loewenheim vertrat vor dem Hintergrund der Stabilisierung des NS-Regimes die in den Augen seiner Gegner „defätistische“ Ansicht, dass die Widerstandstätigkeit der Gruppe wenig aussichtsreich sei und dass das Gros der Kader (bis auf ca. 30 Beobachter und Berichterstatter) emigrieren solle. Im Zuge dieser Auseinandersetzung wurden Loewenheim und seine Anhänger im Juni 1935 aus der Organisationsleitung entfernt; im Gegenzug erklärte er Neu Beginnen für aufgelöst und forderte seine Anhänger auf, sich der Sopade als Einzelmitglieder anzuschließen.
Loewenheim selbst floh im September 1935 zunächst in die Tschechoslowakische Republik und von dort aus 1936 nach London. Hier nahm er den Namen Walter Lowe an und gründete und leitete gemeinsam mit seinem Bruder ein Ingenieurbüro. Während des Zweiten Weltkrieges war Loewenheim von 1940 bis 1941 zeitweise interniert, nach 1945 war er auch als Publizist tätig. Er lebte weiterhin in London und kehrte nicht mehr dauerhaft nach Deutschland zurück.
Loewenheims politische Entwicklung nach Kriegsende wurde – ebenso wie die des gesamten „Neu Beginnen“-Netzwerkes – von der Forschung erst in den 2010er Jahren in den Blick genommen. Wie viele andere Angehörige des Netzwerkes, die insbesondere im Berliner Landesverband der SPD in den ersten drei Nachkriegsjahrzehnten erheblichen Einfluss ausübten, rückte er politisch nach 1945 weit nach rechts. Der Historiker Tobias Kühne nennt den späten Loewenheim einen „neokonservativen Nihilisten“, dessen politischer Ansatz durch die „Aufgabe jedweder Restbestände eines noch irgendwie sozialistisch oder links zu nennenden Denkens“ gekennzeichnet gewesen sei. Spätestens seit 1947 habe Loewenheim jedes politische bzw. gesellschaftliche Modell als „faschistisch“ oder „totalitär“ verworfen, das nicht einem „idealisierten Modell ‚westlicher‘ Marktwirtschaft entsprach“.
Seit den 1950er Jahren versuchte Loewenheim zusammen mit einigen Anhängern systematisch, Publikationen zum Thema „Neu Beginnen“ zu beeinflussen. Neben sachlichen Detailfragen – so bestand Loewenheim bis zuletzt darauf, dass „Neu Beginnen“ 1935 aufgelöst worden sei und die Löwenthal-Frank-Gruppe nichts mit der ursprünglichen Organisation zu tun gehabt habe – ging es dabei insbesondere auch um die im Kontext des Kalten Krieges nicht unwesentliche Frage, welche der beiden „Neu Beginnen“-Fraktionen „genuin sozialdemokratisch oder latent kommunistisch gewesen sei“. Gesicherte biographische Informationen über Loewenheim sind weiterhin rar. Die verfügbaren Angaben zu seinem Lebensweg gehen vielfach auf „tendenziöse Mitteilungen seines Umfelds“ zurück.

## Schriften
- Neu beginnen! Faschismus oder Sozialismus. Karlsbad 1933
- Eine Welt im Umbruch. Zur Auseinandersetzung um die Krise unserer Zeit. Zürich 1961. Unter dem Pseudonym 'Miles'.
- Geschichte der Org [Neu Beginnen] 1929 - 1935. Eine zeitgenössische Analyse. Hrsg. von Jan Foitzik. Berlin 1995 ISBN 3-89468-111-X (PDF; 87,2 MB)